# Haus Reck

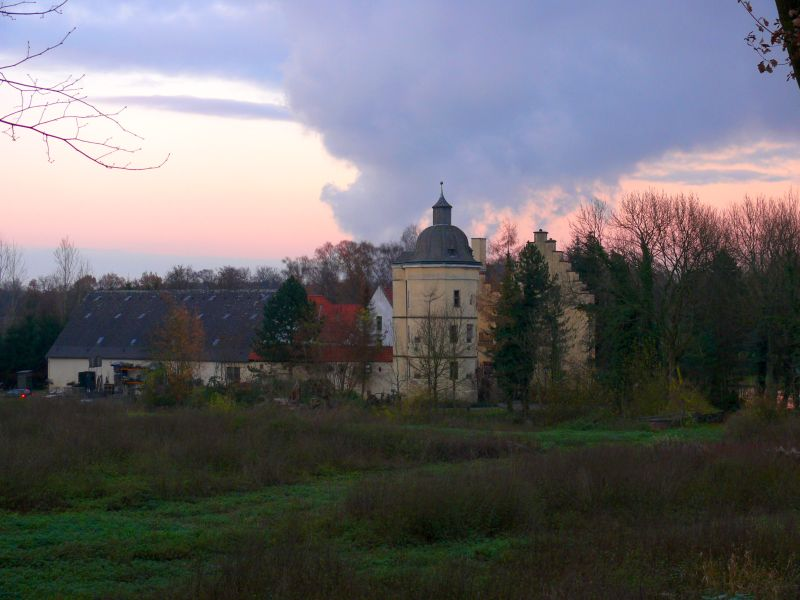
Haus Reck, 2007

Haus Reck ist ein alter Adelssitz in der vormaligen Kamener Kirchspielgemeinde Lerche, heute Stadtteil Lerche im Stadtbezirk Pelkum der deutschen Großstadt Hamm. Es liegt unmittelbar östlich der Autobahn A1 an der Stadtgrenze zu Bergkamen. Seinen Namen hat das Anwesen erst Mitte des 16. Jahrhunderts angenommen. Wegen seiner Lage in der „Pelkumer Heide“ wurde es vorher Haus zur Heyde bzw. Haus zur Heide genannt. Es ist der Stammsitz eines Zweiges der Familie von der Recke. 1465 wurde das „Haus Reck“ erwähnt, als es zur festen Burg ausgebaut wurde.

## Baubeschreibung und Nutzung
Der Kern des Herrenhauses datiert auf das 15. Jahrhundert, die Scheune aus Backstein ist von 1715 und der Schafstall aus Fachwerk von 1775.
Bauhaus, Wehrmauer und Wehrturm aus verputztem Mauerwerk aus Grünsandstein stammen aus der Mitte des 16. Jahrhunderts. Das Bauhaus, ein dreischiffiges niederdeutsches Hallenhaus, diente der Bewirtschaftung der zur Burg zählenden Ländereien.
Seit April 2007 ist es möglich, im alten Turm direkt am alten Wehrgang von Haus Reck standesamtlich zu heiraten (Außenstandesamt der Stadt Hamm). Dabei gibt es auch die Möglichkeit von „Mondschein-Hochzeiten“ und Ähnlichem. Der Raum über dem Trauzimmer wird für den Sektempfang genutzt.

## Geschichte

### Die Burgmannshöfe von Kamen
Die Entwicklung Kamens ist auf das Engste mit der Geschichte der dortigen Burgmannshöfe verbunden. Es gab mindestens zehn solcher Anwesen. Sie waren von Wällen und Gräben umgeben und dienten dem Schutz des Ortes. Kamen war in der Grafschaft Mark damit der Ort mit den meisten Burgmannshöfen.
Nach dem Besitztumsverzeichnis (Urbar C) des Klosters Werden gibt es eine Ansiedlung mit Namen Kamen seit etwa 1050, doch muss die Pfarrei Kamen mit ihren sechs Bauerschaften bereits länger existiert haben. Am Standort der heutigen Pauluskirche, deren Turm aus grünem Sandstein besteht, scheint vorher eine Holzkirche gestanden zu haben.
Anfang des 12. Jahrhunderts ließen die Grafen von Altena, die damaligen Landesherren, westlich der heutigen Pauluskirche eine Grafenburg als befestigten Residenzsitz errichten, ähnlich wie später Burg Mark im Dorf Mark bei Nienbrügge bzw. Hamm. Größe und Beschaffenheit der Grafenburg sind heute nicht mehr bekannt. Seit 1225 wurden die Grafen von der Mark Landesherren der von Adolf I. von der Mark gegründeten Grafschaft Mark. Da die Kölner Erzbischöfe Anspruch auf die Landesherrschaft erhoben, bekamen derartige Stützpunkte besondere machtpolitische Bedeutung. Kamen lag an einem passierbaren Sesekeübergang und wurde somit zu einer Grenzfeste gegen das kölnische Machtstreben.
Entsprechend dieser militärischen Bedeutung, aber auch zur Organisation ihrer Landesherrschaft siedelten die Grafen ihr Gefolge im unmittelbaren Bereich ihrer Residenzburgen an. Vermutlich stammen die Burgmannen aus der jeweils näheren Umgebung. Für die Kamener Burg stammten neben Haus Reck auch von Haus Böing, Westick, Heeren und anderen. Die Burgmannen siedelten im Laufe der Zeit in einem inneren und einem äußeren Ring um den aus Grafenburg und Kirche bestehenden Siedlungskern. Ihre Höfe waren große, feste Häuser. Sie wurden durch Erdwälle, Holzpalisaden und Gräben geschützt.
Die Burgmannen zählten zu den Ministerialen der Grafen von Altena und Mark. Ihnen unterstanden Hofhaltung und Verwaltung, sie wurden aber auch zu Verteidigungs- und Kriegsdiensten herangezogen. Gelegentlich waren sie auch für die Abhaltung der Gerichtstage in der Stadt verantwortlich. Der niedere Adel rekrutierte sich im Laufe der Zeit teilweise aus den Reihen der Ministerialen. Diese erhielten für ihre Leistungen und Dienste ein Lehen oder Dienstgut. In späterer Zeit konnten sie über diese Güter frei verfügen und sie vererben. Die Burgmannshöfe behielten bis ins 19. Jahrhundert hinein ihre adelige Freiheit von allen städtischen Lasten, selbst wenn sei schon zum Besitz bürgerlicher Familien gehörten.
Entsprechend den Wachstumsphasen des mittelalterlichen Stadtgebietes lassen sich zwei Bauperioden der Burgmannshöfe unterschieden. Um den Siedlungskern der Grafenburg und der Severinskirche (heutige Pauluskirche) errichtete man westlich den Westerholtschen und den Cappenberger Hof. Im Norden im Gebiet des heutigen Willy-Brandt-Platzes wurde der Akenschokenhof gebaut, im Osten die Trippenburg an der heutigen Burgstraße, deren genaue Lage unbekannt ist und nur noch grob geschätzt werden kann. Im Süden schloss sich der Hanenhof an der Seseke an. Diese Höfe wurden im 12. und 13. Jahrhundert gebaut.
Im Zuge weiterer Entwicklungsphasen wuchs die Siedlung in Richtung Westen, Norden und Osten. Kamen wurde mit Stadtrechten versehen und mit einer Mauer und einem doppelten Grabensystem befestigt. Im Süden blieb die Seseke die Begrenzung. Man führte sie näher an die Siedlung heran und begradigte sie. Die alten Straßennamen Westen-, Osten- und Nordenmauer bezeugen den damaligen Mauerverlauf. Ein Rest der Ostenmauer ist noch heute vorhanden.
Im Rahmen dieser Ortserweiterung entstanden nördlich und südlich der Weststraße der Galenhof und der Edelkirchenhof (späterer Haringshof). Nördlich schloss sich der Reckhof oder Pallandscher Hof an, östlich davon eine Bohlenburg, deren genauer Standort heute nicht mehr bekannt ist. Den Abschluss bildete der Reck-zu-Reck-Hof (auch Vogelhof, heute Gelände des Kamen Quadrats). Diese fünf Burgmannshöfe waren ebenfalls großflächig angelegt und hatten Wassergräben, Erdwälle und Palisaden. Auffallend ist, dass alle Höfe in der Nähe früherer oder späterer Stadttore angelegt wurden. Die Namen der Höfe wechselten zumeist, wenn sie andere Besitzer erhielten. Der Galenhof scheint der größte und bestbefestigte der Höfe gewesen zu sein. Seine Gräben und Wälle wurden erst 1898 eingeebnet. Er ist der einzige heute noch erhaltene Burgmannshof in Kamen.

### Haus Reck

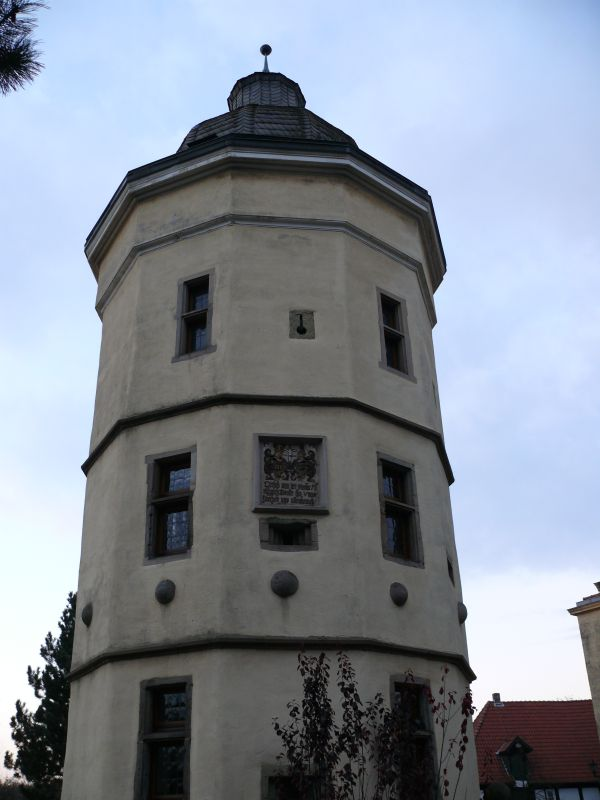
Wehrturm

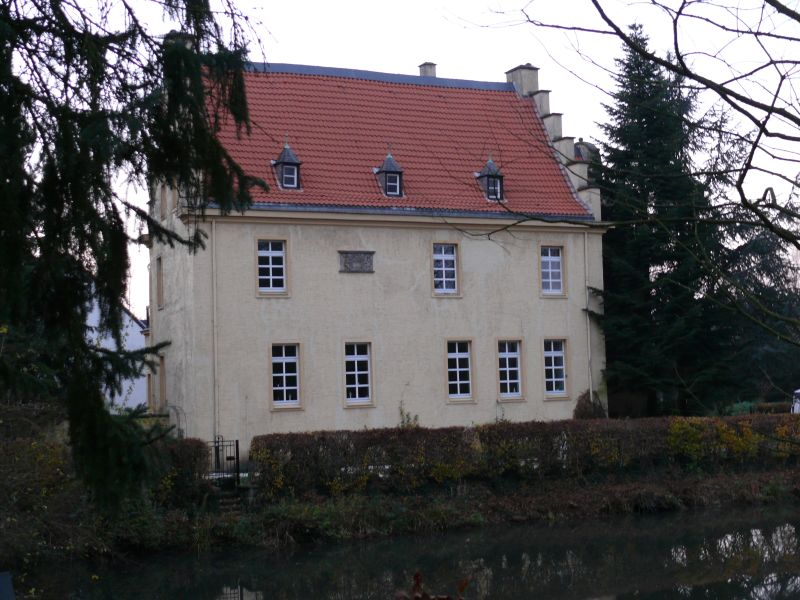
Herrenhaus

Das Haus zur Heide stand ab etwa der zweiten Hälfte des 14. Jahrhunderts im Besitz der Kamener Burgmanns Diedrich (III.) von der Recke zu Heeren. 1392 kam es zwischen seinen Söhnen zu einer Erbteilung, in der das Anwesen zusammen mit dem Kamener Burgmannshof dem jüngsten Bruder Johann von der Recke zufiel. Johanns Sohn Diedrich nannte sich 1421 erstmals Herr zur Heide. Nach ihm folgten sieben weitere Generationen an Besitzern des Gutes mit dem Leitnamen Diedrich.
Diedrich XIII. „der Reiche“ wurde 1511 bzw. 1512 Drost zu Unna. Das Amt, mit dem die Drostenstelle Kamen verbunden war, blieb bis 1753 bei der Familie; in diesem Jahr wurde das Amt aufgelöst. 1623 wurde Reichshofratspräsident Johann von der Recke in den Reichsfreiherrnstand erhoben. Sein Bruder Diedrich XXVI. erlangte 1636 die Gerichtsherrschaft und das Patronat zu Frömern.
1649 stiftete Diedrich XXXI. die im 19. Jahrhundert abgebrochene Kapelle auf der Vorburg. Seinem Sohn Diedrich XXXVII. verlieh der preußische König Friedrich I. am 26. April 1709 die Zivil- und Kriminaljurisdiktion über die Häuser Reck, Raffenberg und Töddinghausen sowie die Dörfer/Bauerschaften Lerche, Rottum, Derne, Bergkamen und Overberge. Die damit geschaffene Herrlichkeit Reck schied als selbständiger Verwaltungs- und Gerichtsbezirk aus dem Verband des Amtes Kamen aus. Ein weiterer bekannter Besitzer des Hauses Reck aus dieser Zeit ist Dietrich von der Recke (1673–1690) genannt Oer zu Reck (1695), Erbe des Burkhart von Oer zu Kakesbeck.
Bei der Einführung des Landratsamtes in der Grafschaft Mark wurden die alten Drostenstellen hinfällig. Diedrich XLI. von der Recke erhielt 1753 die Landratsstelle im neugeschaffenen Kreis Hamm und vererbte sie später an seine Söhne. Der ältere Sohn, Diedrich Adolf, geriet im Gefolge des Siebenjährigen Krieges in Schulden, die zum Konkurs seiner Besitzungen führten. 1774 wurden 49 Höfe und Kotten in der Herrlichkeit Reck und die Reckischen Güter und Gerechtsame in Stadt und Amt Kamen für 27.789 Taler öffentlich versteigert. Haus Reck selbst und sein Zubehör wurden 1787 vom Freiherr Senfft von Pilsach für 26.370 Taler gekauft. Er erhielt es dadurch seiner Frau Friedrike, der einzigen Tochter von Diedrich Adolfs jüngerem Bruder Gisbert Heinrich Diedrich von der Recke, mit dem 1794 diese Linie im Mannesstamm erlosch.
Die französische Herrschaft gegen Anfang des 19. Jahrhunderts zerstörte den festen Zusammenhang des damaligen Kreises Hamm. Die Ämter Unna und Kamen wurden nun dem Arrondissement Dortmund zugeschlagen und waren in vier Mairien aufgeteilt. Diese Einteilung endete in der neu geschaffenen preußischen Provinz Westfalen unter dem Oberpräsidenten Ludwig Freiherr von Vincke mit der Einführung einer neuen Verwaltungsordnung.
Im Jahre 1821 kaufte Freiherr von Syberg zu Busch das 308 Morgen große Gut für 33.000 Taler. 1827 vererbte er es seinen Enkeln, den Kindern erster Ehe des Oberpräsidenten Ludwig Freiherrn von Vincke. Seit dieser Zeit wurden durchgreifende Erneuerungen von Herrenhaus und Wehrturm vorgenommen. Nur noch das Bauhaus aus dem 16. Jahrhundert und die Wirtschaftsgebäude aus der ersten Hälfte des 18. Jahrhunderts geben Auskunft über den ursprünglichen Bauzustand.